# Ґазґіше
Ґазґіше (перс. گازگيشه) — село в Ірані, у дегестані Генд-Хале, у бахші Тулем, шагрестані Совмее-Сара остану Ґілян. За даними перепису 2006 року, його населення становило 312 осіб, що проживали у складі 92 сімей.

## Клімат
Середня річна температура становить 14,03°C, середня максимальна – 27,75°C, а середня мінімальна – -1,43°C. Середня річна кількість опадів – 1064 мм.
| Клімат поселення                              | Клімат поселення | Клімат поселення | Клімат поселення | Клімат поселення | Клімат поселення | Клімат поселення | Клімат поселення | Клімат поселення | Клімат поселення | Клімат поселення | Клімат поселення | Клімат поселення | Клімат поселення |
| Показник                                      | Січ.             | Лют.             | Бер.             | Квіт.            | Трав.            | Черв.            | Лип.             | Серп.            | Вер.             | Жовт.            | Лист.            | Груд.            |                  |
| Середній максимум, °C                         | 8,08             | 8,68             | 11,86            | 17,50            | 22,01            | 25,33            | 27,75            | 27,64            | 24,08            | 20,75            | 15,96            | 11,32            |                  |
| Середня температура, °C                       | 3,32             | 3,93             | 7,11             | 12,77            | 17,27            | 20,58            | 23,72            | 23,63            | 20,06            | 16,70            | 11,94            | 7,29             |                  |
| Середній мінімум, °C                          | −1,43            | −0,81            | 2,36             | 8,01             | 12,51            | 15,82            | 19,69            | 19,60            | 16,02            | 12,70            | 7,91             | 3,26             |                  |
| Норма опадів, мм                              | 111              | 85               | 81               | 49               | 43               | 27               | 23               | 54               | 115              | 178              | 158              | 140              |                  |
| Середньомісячна швидкість вітру, м/с          | 2.20             | 2.40             | 2.38             | 2.30             | 2.30             | 2.61             | 2.60             | 2.40             | 2.20             | 2.10             | 2.00             | 2.10             |                  |
| Середньомісячна сонячна радіація, кДж/м²·день | 6729             | 8916             | 10983            | 15747            | 20011            | 22590            | 23430            | 19724            | 16152            | 10919            | 8507             | 6480             |                  |
| --------------------------------------------- | ---------------- | ---------------- | ---------------- | ---------------- | ---------------- | ---------------- | ---------------- | ---------------- | ---------------- | ---------------- | ---------------- | ---------------- | ---------------- |
| Джерело:                                      |                  |                  |                  |                  |                  |                  |                  |                  |                  |                  |                  |                  |                  |